# 万家乡 (松滋市)
万家乡，是中华人民共和国湖北省荆州市松滋市下辖的一个乡镇级行政单位。

## 行政区划
万家乡下辖以下地区：
万家垱社区、新铺子村、邓家铺村、翠林山村、新桥湾村、雷井口村、芭芒滩村、腰店子村和刘家河村。